# Muskogee (Oklahoma)
Muskogee település az Amerikai Egyesült Államok Oklahoma államában, Muskogee megyében, melynek megyeszékhelye is. Lakosainak száma 36 878 fő (2020. április 1.).

## Népesség
A település népességének változása:

| 2010 | 39 223 |
| 2020 | 36 878 |